# Cartoon Network: Battle Crashers
Cartoon Network: Battle Crashers è un videogioco picchiaduro a scorrimento (in inglese side-scrolling beat 'em up) sviluppato da Magic Pockets e pubblicato da GameMill. È stato pubblicato per Nintendo 3DS, PlayStation 4 e Xbox One, l'8 novembre 2016. 
Il gioco ha ricevuto recensioni estremamente negative da diversi giornalisti di videogiochi, che hanno stroncato come un battito ripetitivo e noioso beat 'em up con le rappresentazioni di personaggi blando altrimenti unici Lo straordinario mondo di Gumball, Adventure Time, Regular Show, Uncle Grandpa, Clarence e Steven Universe.

## Accoglienza
Cartoon Network:. Battle Crashers ha ricevuto recensioni estremamente negative da alcuni critici di videogiochi per essere principalmente un titolo monotona e noiosa beat-'em-up con una mancanza di rappresentanza delle personalità uniche e le caratteristiche di ogni personaggio giocabile. Un membro per il Daily Mirror ha descritto come un "gioco glorificato del browser Flash", e ha scritto che "il talento reale va a fare qualcosa di questo blando di personaggi interessanti come questi". PlayStation stile di vita era un'altra pubblicazione che ha scritto ha avuto la sensazione di un gioco in flash a buon mercato-made: "francamente, questo si sente come un gioco in Flash o Unity, che qualcuno ha deciso di semaforo verde come una liberazione console completa".
Alcuni recensori anche criticato l'imbottitura della lunghezza del gioco a causa del fatto che il giocatore deve ripetere alcune fasi solo per ottenere un oggetto nascosto. Jed Whitaker di Destructoid era uno di questi critici, ed è stato particolarmente duro verso il trattamento di materiale Steven universo nel gioco; non gli piaceva l'attacco di Steven nel gioco di essere una bolla, mentre nell'originale Steven Universo, la bolla è stato utilizzato solo per la protezione e non per attaccare. Non gli piaceva uno degli oggetti nascosti del gioco che è una mappa a Beach City, che è dove risiede Steven già. Inoltre piaceva il capo dei livelli basato su Steven Universe essere Frybo invece di altri vari antagonisti ricorrenti della serie

## Personaggi giocabili
- Gumball Watterson
- Finn e Jake
- Mordecai e Rigby
- Uncle Grandpa
- Clarence Wendle
- Steven Universe